# John Perkins (político)
John Arthur Perkins (18 de maio de 1878 - 13 de julho de 1954) foi um australiano livreiro e político. Ele foi membro da Câmara dos Representantes da Austrália de 1926 a 1943, representando a cadeira de Eden-Monaro para o Partido Nacionalista da Austrália e seu sucessor, o Partido United Australia. Ele foi um ministro nos governos de Joseph Lyons e Robert Menzies.